# Psilomastix friesii
Psilomastix friesii är en skalbaggsart som först beskrevs av Olof Immanuel von Fåhraeus 1872.  Psilomastix friesii ingår i släktet Psilomastix och familjen långhorningar.
Artens utbredningsområde är Kenya. Inga underarter finns listade i Catalogue of Life.